# Raoul Fruchier
Pour les articles homonymes, voir Fruchier.
Lazare Julien Raoul Fruchier,, né le 20 mars 1851 à Digne (Basses-Alpes) et mort le 29 décembre 1931 à Paris, est un homme politique français.

## Biographie
Il est le fils de Julien Alexandre Fruchier (médecin et maire de Digne), neveu par sa mère de Marius Soustre (maire de Digne, sénateur et député des Basses Alpes), et beau-père du pagayeur Gustaf Nordin.
Après des études de droit, il s'installe à Forcalquier, comme avoué, puis avocat, spécialisé en dossiers criminels.
Il se présente pour la première fois aux élections législatives en 1885, face à Louis Andrieux, préfet de police des Basses-Alpes, sans succès. Il est député des Basses-Alpes de 1893 à 1895 et sénateur de 1895 à 1903, il siège à gauche. Il intervient surtout sur les questions électorales. En 1903, il est associé avec Andrieux, aux élections sénatoriales. Réélu, son élection est invalidée avec celle d'Andrieux, et il ne retrouve plus de mandat politique.